# Henri Arend van Hilten
Henri Arend van Hilten (Amsterdam, 5 november 1896 – Rotterdam, 2 mei 1967) was een Nederlands politiefunctionaris en NSB'er die tijdens de laatste jaren van Tweede Wereldoorlog politiepresident was in Amsterdam.
In 1916 kwam hij bij de politie en rond 1923 werd hij inspecteur van politie in Enschede. Enige tijd later volgde promotie tot hoofdinspecteur maar later werd hij weer gedegradeerd tot inspecteur. In 1934 werd hij opnieuw gepromoveerd tot hoofdinspecteur, maar al een jaar later volgde oneervol ontslag vanwege overspel en herhaaldelijk wangedrag dat te maken had met zijn alcoholprobleem. In augustus 1922 trouwde hij met Frouke de Groot (dochter van de Zutphense commissaris van politie), dit huwelijk strandde waarna in september 1935 een echtscheiding volgde. Na zijn ontslag vestigde hij zich in Arnhem waar hij een particulier recherchebureau begon en schriftelijke cursussen verzorgde voor personen die inspecteur van politie wilden worden.
In de avond van 3 mei en de nacht van 3 op 4 mei 1940, dus een week voor de Duitse inval in Nederland, werden 21 Nederlanders opgepakt omdat ze staatsgevaarlijk zouden zijn. Van Hilten, die een van die 21 was, werd in Arnhem gearresteerd en mogelijk werd hij van spionage verdacht, echter na de oorlog zijn hier geen archiefstukken meer over te vinden. Na zijn arrestatie werd hij net als de anderen geïnterneerd in het Fort Prins Frederik te Ooltgensplaat op het Zuid-Hollandse eiland Goeree-Overflakkee. Bij deze gevangenen zaten ook andere NSB'ers als M.M. Rost van Tonningen en J.H. Feldmeijer en meerdere personen die banden hadden met andere fascistische organisaties (NSNAP-Van Rappard en NSNAP-Majoor Kruyt) maar vreemd genoeg zaten er bij de groep ook drie communisten. Op 10 mei 1940 viel nazi-Duitsland zowel Nederland, België, Luxemburg als Frankrijk binnen en enkele dagen later werd de groep van 21 overgebracht naar Ellewoutsdijk op het Zeeuwse eiland Zuid-Beveland. In de dagen erop ging de groep onder bewaking van Nederlandse militairen via Sluis naar België en daarna naar het Franse Béthune om uiteindelijk te worden overgedragen aan de Franse autoriteiten die hen opsloten in een interneringskamp te Ambleteuse. Omdat het Franse leger in het noorden van Frankrijk onvoldoende weerstand kon bieden tegen de Duitse overmacht werd de groep Nederlandse gevangenen eind mei in de buurt van Calais bevrijd door de Duitsers. Ondanks de chaos die toen heerste lukte het een eerste groepje onder leiding van Rost van Tonningen om naar het intussen bezette Nederland terug te komen. Van Hilten kreeg de leiding over rest die begin juni in Nederland terugkeerde.
Tijdens de bezettingsjaren had Van Hilten alsnog een succesvolle carrière bij de politie. Rond augustus 1941 werd hij commissaris van de politie in Groningen. In mei 1942 verliet hij het Groningse korps alweer om chef te worden van de uitvoeringsdienst van het bureau van de gevolmachtigde van de Nederlandse politie in Den Haag. Op 1 maart 1943 ging de Verordening Organisatie Politie in waarmee de organisatie van de politie in Nederland drastisch werd herzien waarbij vele politieorganisaties werden samengevoegd in de meer militaire staatspolitie. In acht grote steden kwam deze staatspolitie onder leiding te staan van een politiepresident en de rest van Nederland viel onder 5 politiegewesten met ieder een gewestelijk politiepresident. Van Hilten werd bij deze gelegenheid politiepresident voor het gewest Eindhoven. Per 1 december 1943 werd luitenant-kolonel Van Hilten gewestelijk politiepresident voor Noord-Holland en Utrecht en politiepresident van Amsterdam.
Eind 1944 werden in meerdere steden grote razzia's gehouden om mannen tot 40 jaar op te pakken voor de Arbeitseinsatz om in Duitsland of in het oosten van Nederland te werk gesteld te worden. Later werden de razzia's vervangen door de verplichting aan bedrijven om aan te geven welke personen op hun bedrijf onmisbaar waren en welke niet. Van Hilten had bij Höhere SS-und Polizeiführer Rauter bedongen dat leden van het Amsterdamse politiekorps vrijgesteld werden van tewerkstelling maar dan moest ook de Amsterdamse politie zo'n lijst opstellen. Op de eerste dag dat de voor bedrijven niet-onmisbare personen zich bij het Gewestelijk Arbeidsbureau konden melden schoot het verzet acht (Duitsgezinde) medewerkers van dat arbeidsbureau dood. Als represaille werden in januari 1945 op bevel van de Duitsers elf willekeurige medewerkers van het arbeidsbureau doodgeschoten. Daarnaast werden, ondanks de toezegging van Rauter aan Van Hilten, 130 Amsterdamse politiemensen voor tewerkstelling opgepakt en weggevoerd.
Na de Duitse capitulatie in mei 1945 werd Van Hilten gearresteerd waarna hij werd veroordeeld tot vier jaar gevangenisstraf. Hij overleed in 1967 op 70-jarige leeftijd.
 Portaal: Fascisme en nationaalsocialisme in Nederland · Fascisme · Nationaalsocialisme